# 摩拉维亚瓢虫蜘蛛
摩拉维亚隆头蛛(学名：Eresus moravicus) 是一种有毒的欧洲蜘蛛。它分布在中欧，包括波希米亚、摩拉维亚及斯洛伐克。本蜘蛛是中欧最有特色的蜘蛛之一。

## 描述
摩拉维亚隆头蛛为隆头蛛科隆头蛛属的动物。2008 年，本蜘蛛被捷克动物学家Milan Řezáč发现和科学的描述。蜘蛛的身体是由头胸部，八条腿，腹 造成的。这种蜘蛛在洞穴生活。 摩拉维亚隆头蛛的雄性身体整体呈现黑色，有少部分红色。这种颜色可以保护它不受到其他动物的捕食。雌性的头胸部，八条腿，腹都呈现黑色，头部上有一个橙红色的点。 摩拉维亚隆头蛛的毒性含有含神经毒素的成分。